# Jennifer Kahn
Jennifer Kahn es una periodista, escritora y conferenciante. Ha ganado múltiples premios de escritura y dio una charla TED en 2016.

## Educación
Kahn es ex alumna de la Escuela de Periodismo de la Universidad de Berkeley.

## Carrera
Kahn ha sido escritora habitual de la revista New York Times, National Geographic y Wired, entre otros. En 2016, dio una charla TED sobre CRISPR y los impulsores genéticos que ha sido vista más de un millón de veces. Enseña en el Programa de Revistas de la Escuela de Periodismo de la Universidad de Berkeley y fue profesora visitante de periodismo en la Universidad de Princeton en 2015.

## Premios
La obra de Kahn ha sido seleccionada cuatro veces para la serie Best American Science Writing, y también figura en la antología Best American Sports Writing.